# Ynys Enlli
Ynys Enlli (Englisch: Bardsey Island), auch Island of 20.000 saints „Insel der 20.000 Heiligen“, liegt 3,1 km entfernt von der Küste der Lleyn-Halbinsel im walisischen County Gwynedd. Während der walisische Name sich auf die Gezeiten bezieht, betont das Englische die Verbindung zu den Barden, oder möglicherweise die Geschichte des Wikinger-Führers „Barda“.

## Geographie
Ynys Enlli liegt etwa 3 km entfernt von der Landspitze Uwchmynydd [ɨʊχmɘnɨð], ist 1,0 km breit, 1,6 km lang und hat eine Fläche von 179 ha. Der Nordosten steigt vom Meer steil bis auf 167 m mit dem Gipfel Mynydd Enlli [mɘnɨð ɛnɫɪ], einem Marilyn. Der Westen bildet eine Ebene, liegt niedriger und ist relativ ebenes Farmland. Im Süden verschmälert sich die Insel zu einer Landenge, welche die Verbindung mit der Halbinsel darstellt, auf der der Leuchtturm steht. Seit 1974 gehört das Gebiet zur walisischen Community (cymuned) Aberdaron. Sie ist die viertgrößte Insel in Wales.
Heute ist Ynys Enlli vor allem bekannt für seine Tierwelt und die dramatische Landschaft. Eine Beobachtungsstation für Vögel wurde 1953 erbaut. Die Insel liegt auf einer Vogel-Zugroute.

### Geologie
Wie die westlichen und nördlichen Formationen der nahe gelegenen Lleyn-Halbinsel wurde die Insel aus Gesteinen der präkambrischen Gwna-Gruppe, einer Tektonischen Mélange gebildet. Die Felsen sind eine außerordentliche Mischung verschiedener Gesteinsarten mit Größen bis zu 100 m Durchmesser. Sie enthalten metamorphe Reste von ozeanischer Kruste mit Ophiolithen, Sedimente der Tiefsee und Gesteine des Kontinentalabhangs und des Schelfs. Blöcke aus gebrochenem Granit in dieser Mischung sind in den nordwestlichen Klippen an der Küste sichtbar. An anderen Stellen findet man Brocken von Quarzit, Kalkstein, Sandstein, Tonstein, Jaspis und Basalt. Man glaubt, dass diese Ablagerung als Olisthostrom, ein gigantischer Unterwasser-Erdrutsch, vor etwa 614 Millionen Jahren entstanden ist.
Ein Dyke aus Diabas aus dem Ordovizium schiebt sich in diese Mischung bei Trwyn y Gorlech im Norden und bei Cafn Enlli kommt ein Dyke der Olivingruppe aus dem Tertiär zu Tage. Weitere Dykes begegnen in den Klippen bei Ogof y Gaseg und bei Ogof Hir.
Eine dünne Decke aus eiszeitlichem Geschiebemergel erstreckt sich über das Zentrum der Insel, ein Relikt des Irish Sea Glacier der Letzten Kaltzeit. Bei Porth Solfach an der Westküste gibt es ein kleines Areal mit Flugsand und ein Bergsturz bei Briw Cerrig am Fuß der Klippen an der Ostküste.

### Verkehr
Passagierfähren nach Ynys Enlli starten von Porth Meudwy und Pwllheli. Sie werden von den Reedereien Bardsey Boat Trips und Enlli Charters betrieben.
Zeitweise machen Wind und starke Strömungen den Verkehr zwischen Insel und Festland unmöglich. Dies kann sogar mehrere Wochen anhalten. Im Jahr 2000 mussten 17 Besucher wochenlang auf der Insel aushalten, weil durch starke Winde das Boot, das sie abholen sollte, nicht anlanden konnte.

### Bardsey Lighthouse

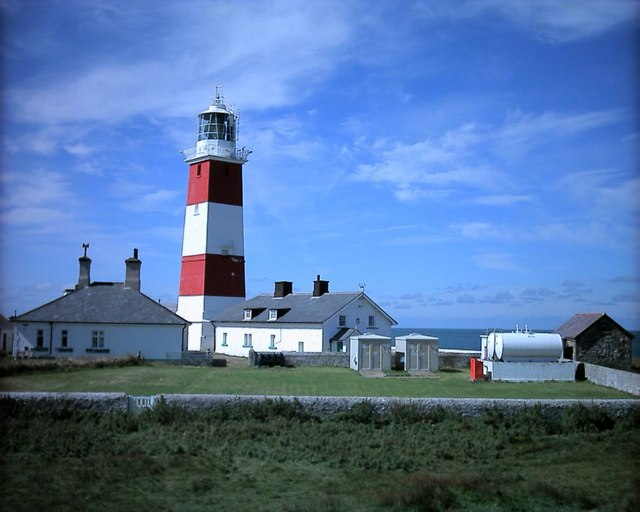
Leuchtturm auf Ynys Enlli

Bardsey Lighthouse steht auf der Südspitze der Insel und leitet Schiffe, die durch den St. George's Channel und die Irische See fahren. Es ist der einzige rechteckige Leuchtturm, der von Trinity House verwaltet wird.
Eine Einrichtung für ein Signal an dieser Stelle wurde das erste Mal 1816 durch Lt. Thomas Evans R.N. gebaut. 1820 wurden mehrere andere Signallichter aufgestellt und letztendlich wurde 1821 der Leuchtturm von Trinity House gebaut mit Kosten von 5.470 £ 12s 6d sowie zusätzlichen 2.950 £ 16s 7d für die Befeuerung.
Joseph Nelson war der Ingenieur und Erbauer. Aber der stark verwitterte Seilumgang in der Nähe der Basis um das blockförmige, hutbesetzte Richtungslicht zeigen den Einfluss von Daniel Alexander, der auf Samuel Wyatt als Architekt bei Trinity House folgte und unter dem Nelson arbeitete. Joseph Nelson wird mit dem Design von wenigstens fünfzehn Leuchttürmen, vor allem im Bereich des Bristol Channel in Verbindung gebracht.
Der Leuchtturm wurde mit Werksteinen aus Kalkstein erbaut. Er ist unverputzt, aber bemalt mit roten und weißen Bändern. Der Turm ist 30 m (98 ft) hoch und, unüblich für Leuchttürme dieser Periode, von quadratischem Grundriss. Im Gegensatz zu anderen Leuchttürmen ist die originale Vergitterung des Umgangs aus Eisen erhalten. Die Gitterstäbe haben eine besondere bauchige Form. Glücklicherweise wurden diese Gitter nicht wie bei anderen Leuchttürmen bei der Erneuerung der Signallaterne abgebaut.
Der Sockel des Turms ist 4 m (13 ft) hoch und kunstvoll verziert. An der Basis hat er einen quadratischen Grundriss mit 7,6 m (25 ft) Seitenlänge, die sich zum oberen Ende auf 6,1 m (20 ft) verjüngen. Bis zur Turmspitze setzt sich diese Verjüngung fort, so dass der Turm an seiner Spitze, unterhalb des Gesimses eine Breite von 4,6 m (15 ft) hat. Das Gesims ragt etwas vor und erreicht eine Breite von 5,5 m (18 ft). Die Mauern sind an der Basis 1,2 m (4 ft) dick. Ihre Dicke nimmt auf 0,9 m (3 ft) zur Spitze hin ab.
Ursprünglich wurde das Licht mit Reflektoren gelenkt. 1838 wurde ein dioptric (refracting) mechanism installiert; wie die ursprüngliche Laterne aussah, ist nicht bekannt. Die derzeitige Laterne stammt von 1856. Sie ist ein 4,27 m (14 ft) großes abgekantetes Achteck und das Licht bleibt stehen. Die momentane Wiederkehr und Kennung besteht aus fünf Blitzen. Der Drehmechanismus wurde 1873 installiert und die ursprüngliche Öldampflampe wurde 1973 durch eine elektrische Lampe ersetzt.
Unüblich für einen Leuchtturm ist auch die Tatsache, dass keinerlei Landungsmöglichkeiten in der Nähe bestehen. Er befindet sich auf einer wichtigen Wanderroute für Zugvögel und verzeichnet eine große Zahl von Vogelunfällen. Die Royal Society for the Protection of Birds und Trinity House bemühten sich mehrfach um eine Verbesserung durch die Anbringung von Sitzstangen und Flutlicht am Turm.
1987 wurde der Leuchtturm auf Automatikbetrieb umgestellt und bis 1995 von der Trinity House Area Control Station bei Holyhead gesteuert. Seither wird er vom Trinity House Depot bei Harwich aus gesteuert. Es gibt vor Ort eine Teilzeitkraft, die die Wartung durchführt.
Y Storws, auch bekannt als The Boathouse, wurde einige Jahre vor der Errichtung des Leuchtturmes gebaut, in der Nähe des Landeplatzes Y Cafn.

## Geschichte
Die Insel wird von den Walisern als heilige Insel angesehen. Sie war ein bedeutender religiöser Ort, seit der Heilige Cadfan 516 dort ein Kloster errichtete. Angeblich waren dort 20.000 Heilige bestattet. Im Mittelalter war es ein wichtiger Wallfahrtsort und spätestens 1212 gehörte es zu den Regularkanonikern. Der Wallfahrtsbetrieb sicherte den Leuten im Hafen von Aberdaron das Auskommen. Das Kloster wurde 1537 durch Heinrich VIII. aufgelöst und zerstört, aber bis heute bleibt die Insel ein wichtiger Ort für Pilger.
Die Insel war seit der Jungsteinzeit bewohnt und es gibt bis heute Spuren von hut circles (Hüttenfundamenten). Im 5. Jahrhundert wurde die Insel ein Rückzugsort für Christen und eine kleine Einsiedelei (walisisch clas) existierte. Um 516 lud Einion Frenin, der König von Llyn, den bretonischen Cadfan ein, sich auf der Insel niederzulassen. Unter Cadfans Anleitung wurde die St Mary’s Abbey gebaut. Über Jahrhunderte galt die Insel als „der heilige Platz des Begräbnisses für die Mutigsten und Besten im Land“. Barden nannten sie „das Land des Ablass’, der Absolution und Vergebung, die Straße zum Himmel und das Tor zum Paradies“. Im Mittelalter wurden drei Pilgerfahrten nach Enlli als Äquivalent zu einer Pilgerfahrt nach Rom angesehen. 1188 war das Kloster noch ein eigenständiger Orden, doch schon 1212 war es an die Augustiner angeschlossen. Noch heute gibt es viele Menschen, die die Reise nach Aberdaron und Uwchmynydd jedes Jahr zu Fuß antreten, um in den Fußstapfen der Heiligen zu wandern. Heute stehen jedoch nur noch die Ruinen des alten Glockenturms des Klosters aus dem 13. Jahrhundert. Ein Keltenkreuz in den Ruinen erinnert an die 20.000 Heiligen, die mutmaßlich auf der Insel beerdigt sind.
Es wird behauptet, dass auch Einion Frenin sich der Klostergemeinschaft auf der Insel angeschlossen habe. Seine Reliquien jedoch werden von Llanengan auf dem Festland beansprucht. Saint Deiniol, der Bischof von Bangor, wurde 584 auf der Insel beigesetzt. Saint Dyfrig wurde auch auf Enlli beigesetzt, seine Überreste wurden aber 1120 nach Llandaff transferiert.

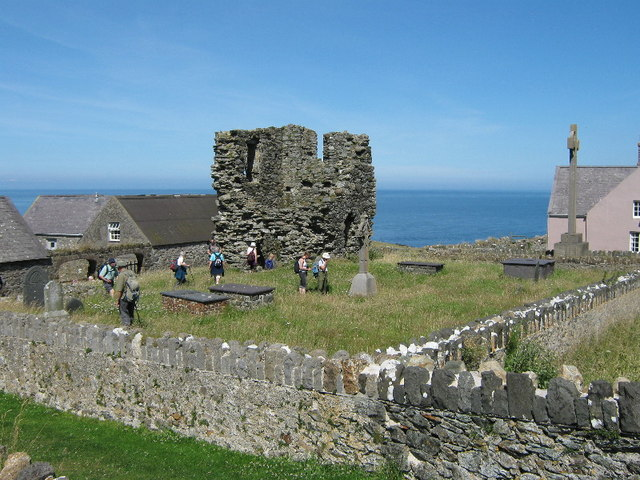
Ruinen von St Mary’s Abbey

Durch den Dissolution of the Lesser Monasteries Act von 1536 wurde St Mary’s Abbey aufgelöst und seine Gebäude 1537 zerstört. Das Chorgestühl, zwei Fenster und die Glocken wurden nach Llanengan gebracht, wo zu dieser Zeit die Parochie-Kirche gebaut wurde.

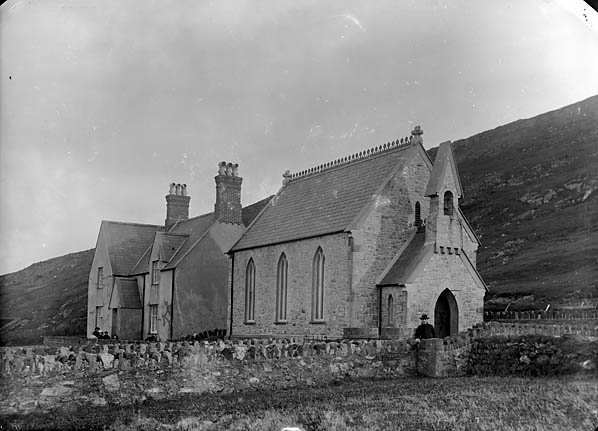
Enlli chapel um 1885

Lange Jahre hindurch gehörte Ynys Enlli zu Newborough Estate. Zwischen 1870 und 1875 wurden die Gehöfte der Insel wieder aufgebaut. Ein kleiner Kalksteinbruch wurde begonnen und ein Kalkofen errichtet. Carreg und Plas Bach sind Einzelhäuser, aber die verbleibenden acht wurden als Doppelhäuser gebaut, jedes davon mit Anbauten rund um einen gemeinsamen Hof. Die Gebäude stehen unter Denkmalschutz und 2008 stellte Cadw 15.000 £ bereit, um die erste Phase der Restaurierung zu bezahlen. Nur ein einziges der ursprünglichen Croglofft-Cottages, Carreg Bach, hat überdauert. 1875 wurden die Bewohner vor die Wahl gestellt, einen Hafen oder eine Kirche zu bauen. Die Einwohner entschieden sich für eine Kirche und so wurde eine methodistische Kapelle gebaut.
1881 lebten 132 Personen auf der Insel, 1961 waren es nur noch 17. Die kleine Inselschule, die in der ehemaligen Kirche 1919 eingerichtet wurde, musste 1953 wieder schließen; und 2003 lebten nur noch 4 Personen auf der Insel.
Der Bardsey Island Trust (walis.: Ymddiriedolaeth Ynys Enlli) erwarb die Insel 1979 nach einem Aufruf, den die Church in Wales und viele walisische Prominente unterstützt hatten. Der Trust wird durch Mitgliedsbeiträge, Zuschüsse und Spenden finanziert und hat den Schutz der Wildtiere, der Gebäude und archäologischen Plätze der Insel als Ziele. Darüber hinaus fördert er das künstlerische und kulturelle Leben auf der Insel und wirbt Besucher für diesen Ort beeindruckender Naturwunder und geistlicher Einkehr. Als der Trust 2000 eine Ausschreibung veröffentlichte für einen Pächter der 180 ha großen Schaffarm, meldeten sich 1100 Bewerber. Letztendlich wurde die Royal Society for the Protection of Birds Pächterin. Seither wird das Land bewirtschaftet, um das natürliche Habitat zu erhalten. Hafer, Speiserüben und Steckrüben werden gezogen; Ziegen, Enten, Gänse und Hühner gehalten. Außerdem gibt es eine gemischte Herde von Schafen und Welsh-Black-Rindern.

## Natur

### Flora und Fauna
Die Insel hat europäischen Rang als Nistplatz für Atlantiksturmtaucher und Alpenkrähen. Es gibt einige seltene Pflanzenarten und Lebensräume, die von modernen landwirtschaftlichen Methoden nicht berührt wurden. Darüber hinaus ist die Insel einer der besten Plätze in Gwynedd um Kegelrobben zu beobachten und in den Gewässern um die Insel leben Delphine und Schweinswale.
1986 wurde die Insel zum National Nature Reserve erklärt. sie gehört zum Glannau Aberdaron ac Ynys Enlli Special Protection Area (walis.: Ardal Gwarchodaeth Arbennig Glannau Aberdaron ac Ynys Enlli). Beliebt ist sie als Vogelbeobachtungs-Platz auf der Wanderroute von tausenden Vögeln. Das Bardsey Bird and Field Observatory (walis.: Gwylfa Maes ac Adar Ynys Enlli) fängt und beringt 3000–5000 Vögel jährlich und erforscht ihr Zugverhalten.

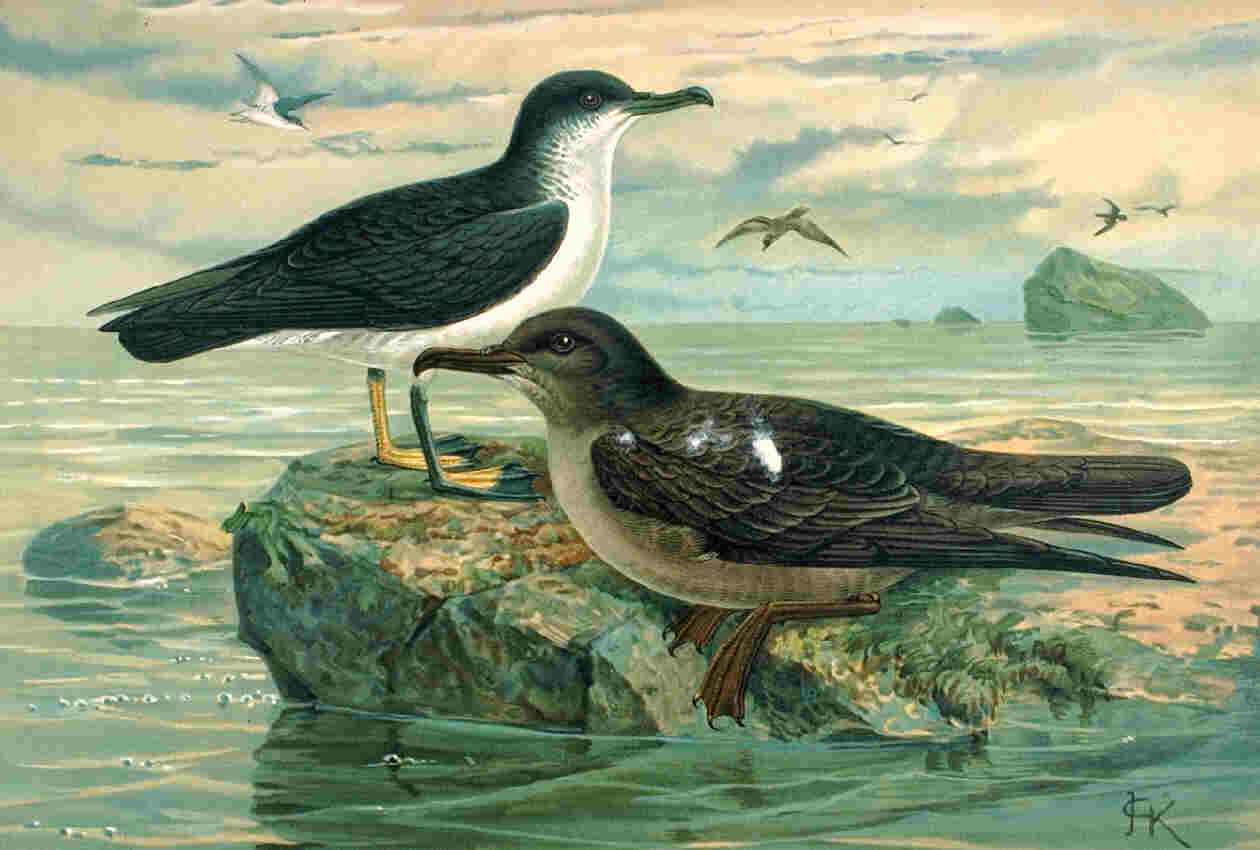
16.000 Brutpaare von Atlantiksturmtauchern kommen jedes Jahr zur Insel.

Aufgrund der maritimen Lebensgesellschaften vor Ort, international bedrohter Flechten und Moose sowie höheren Pflanzen und Vogelarten wurde die Insel zu einer Site of Special Scientific Interest erklärt. National wichtige Arten von Pflanzen umfassen Stechende Binse, Rock sea lavender, Ophioglossum azoricum (small adder's tongue) und Western Clover sowie der Gewöhnliche Blutweiderich. An den Hängen des Mynydd Enlli wachsen zwei Flechten, die national sehr selten sind: Heterodermia (ciliate strap lichen) und Teloschistes (golden hair lichen); insgesamt gibt es mehr als 350 Flechtenarten. Die Leafcutter Bee, die runde Stücke aus Rosenblättern schneidet, um den Eingang ihres Nests zu verschließen, gehört zu den bemerkenswerten Insekten der Insel.
Tausende Vögel ziehen jedes Jahr durch. Normalerweise erscheinen zuerst Zilpzalp (Chiffchaff), Wintergoldhähnchen (Goldcrest) und Steinschmätzer (Wheatear), danach ziehen Schilfrohrsänger (Sedge Warbler) und Fitis (Willow Warbler), Dorngrasmücke (Whitethroat) und Grauschnäpper (Spotted Flycatcher) durch.

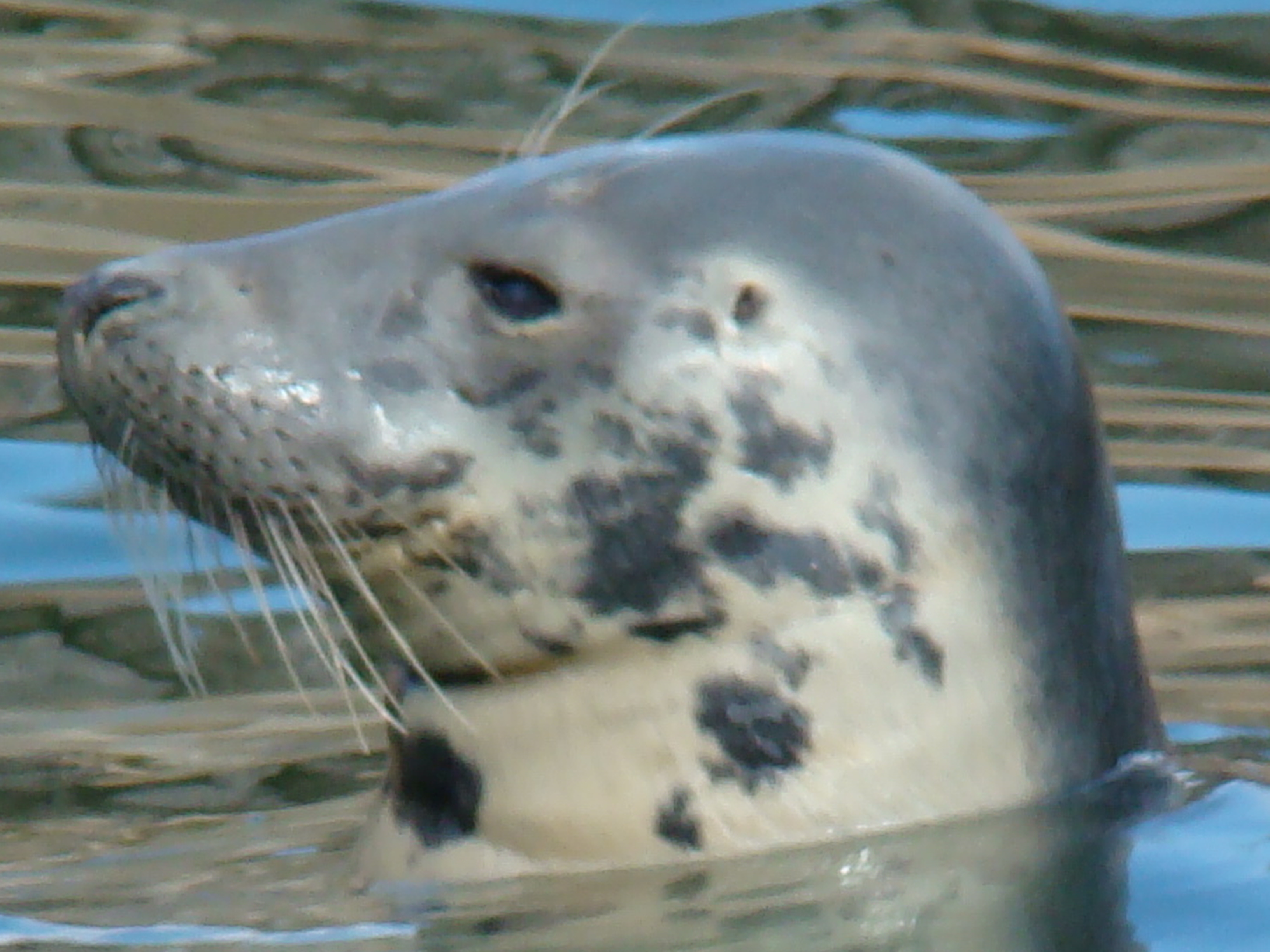
Ynys Enlli ist ein hervorragender Ort um Kegelrobben zu beobachten.

Ungefähr dreißig Vogelarten nisten regelmäßig auf der Insel. Dazu gehören Kolkrabe, Steinkauz, Austernfischer und die seltene Alpenkrähe (Red-billed Chough). Hunderte Seevögel, unter anderem Tordalk (Razorbill), Trottellumme (Guillemot), Eissturmvogel (Fulmar) und Dreizehenmöwe (Kittiwake) verbringen den Sommer auf den Klippen der Insel und ziehen dort ihre Jungen groß. Die Zahlen spiegeln die Tatsache wider, dass es keine Landraubtiere wie Ratten oder Füchse auf der Insel gibt. In dunklen mondlosen Nächten kann man ein unheimliches Gackern auf der Insel hören, wenn 16.000 Paare des Atlantiksturmtauchers an Land kommen, um ihre Nester in alten Kaninchenbauten oder selbst gegrabenen Höhlen abzulegen. Dies entspricht 5 % der britischen Population

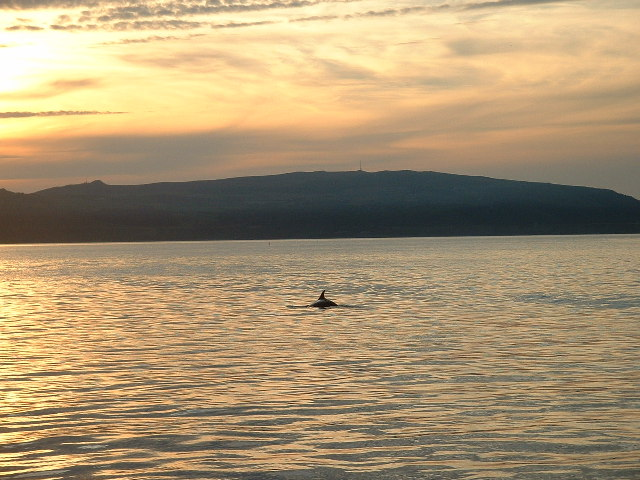
Ein Tümmler im Abendrot bei Porth Neigwl (Hell's Mouth) Bay

Ynys Enlli ist einer der besten Orte in Gwynedd, um Kegelrobben zu beobachten. Im Sommer kommen mehr als zweihundert an den Strand oder tummeln sich in der Brandung. Jeden Herbst kommen hier 25–30 Junge zur Welt. Ihre Zähne und starken Kiefer sind gut dafür geschaffen, die Panzer der Hummer und Krabben zu knacken, die hier reichlich vorkommen. Man sieht auch oft Tümmler und Rundkopfdelfine sowie Schweinswale. Die Strömungen rund um die Insel spülen nahrungsreiches Wasser heran und die Whale and Dolphin Conservation Society führt seit 1999 Untersuchungen durch, um herauszufinden, welche Gebiete besonders wichtig zur Aufzucht von Walkälbern sind.
An der Küste gibt es ganze Tang-Wälder und in den Steinklippen leben Seeanemonen, unterschiedliche Krabben und Fischarten; im tieferen Wasser sind die Felsen bedeckt mit Schwämmen und Tunicaten. Die Gelbe Sternanemone ist eigentlich im Mittelmeer verbreitet.

### Bardsey apple
Ein knotiger, verbogener Apfelbaum, der bei Plas Bach wächst, wird als Überbleibsel eines Baumgartens angesehen, den die Mönche vor tausend Jahren angelegt haben. 1998 bestätigten Experten der National Fruit Collection in Brogdale, dass sie diese Sorte für einen bis dahin nicht katalogisierten Cultivar halten, den Bardsey Apple (walis.: Afal Enlli). Diese Sorte wurde seither durch Pflanzenveredelung kultiviert und ist in Pflanzschulen erhältlich.

### Nachthimmel
Aufgrund des weitgehenden Fehlens von künstlichem Licht gilt Ynys Enlli als einer der dunkelsten Orte Europas, an dem man ungestört den Nachthimmel beobachten kann. Am 22. Februar 2023 wurde die Insel durch die International Dark-Sky Association als erstes International Dark Sky Sanctuary (Internationales Schutzgebiet für den dunklen Himmel) in Europa zertifiziert.

## Kultur
Die Spiritualität und Heiligkeit der Insel sowie ihre relative Abgelegenheit machen sie zu einem besonderen Ort des kulturellen Lebens in Wales. In manchen walisischen Mythen wird die Insel als der geheimnisvolle Ort Avallun angesehen. Somit wird auch behauptet, die Insel sei die Grabstätte von König Artus. Immer wieder fühlten sich Künstler, Schriftsteller und Musiker angezogen. Preisgekrönte Literatur und international erfolgreiche Sänger ließen sich hier inspirieren.
Es gehörte zur Tradition der Insel den King of Bardsey (walisisch: Brenin Enlli) zu wählen. Seit 1826 wurde er von Baron Newborough oder seinem Vertreter gekrönt. Die Krone wird heute im Merseyside Maritime Museum in Liverpool aufbewahrt. Es gibt jedoch Bestrebungen, sie nach Gwynedd zurückzuholen. Der erste bekannte Träger des Titels war John Williams; sein Sohn, John Williams II., der dritte der verzeichneten Könige wurde 1900 abgesetzt und aufgefordert, die Insel zu verlassen, weil er Alkoholiker geworden war. Beim Ausbruch des Ersten Weltkrieges erbot sich der letzte König, Love Pritchard, selbst mit den Männern von Ynys Enlli in den Krieg zu ziehen. Er wurde jedoch abgelehnt, weil er mit 71 Jahren als zu alt angesehen wurde. Daraufhin war Pritchard beleidigt und erklärte die Insel zu einer neutralen Macht. 1925 verließ Pritchard die Insel, um einen weniger anstrengenden Lebensstil zu führen, starb aber im folgenden Jahr.

### Berühmte Bewohner

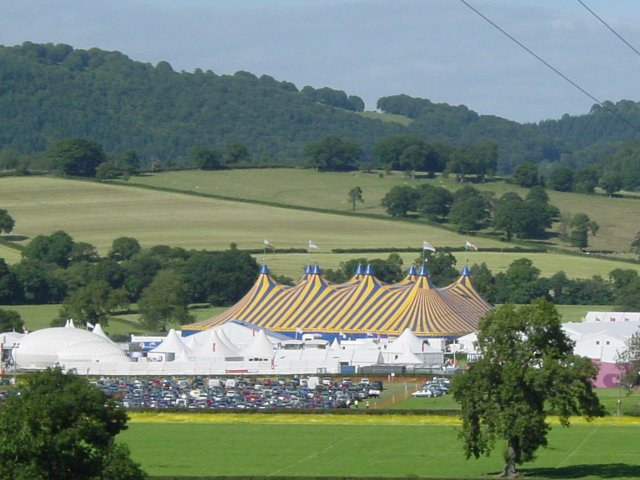
Mehrere Künstler waren erfolgreich beim National Eisteddfod, weil sie Inspiration aus ihrer Zeit auf Ynys Enlli schöpften. Fflur Dafydd gewann 2006 die Medaille für Prosa für ihren Roman Atyniad (engl.: Attraction).

Dilys Cadwaladr, die ehemalige Schullehrerin der Insel, gewann 1953 als erste Frau die Crown beim National Eisteddfod für ihr langes Gedicht Y Llen; die Künstlerin Brenda Chamberlain gewann zweimal die Gold Medal for Art beim Eisteddfod; 1951 für Girl with Siamese Cat (Das Mädchen mit der Siam-Katze) und 1953 mit The Christin Children (Die Christin-Kinder). Einige ihrer Wandmalereien können noch immer in ihrem Haus Carreg besichtigt werden, wo sie zwischen 1947 und 1962 lebte. Die Naturmalerin Kim Atkinson, deren Arbeiten in Wales und England gern ausgestellt wurden, verbrachte ihre Kindheit auf der Insel und kehrte in den 1980ern zurück.
Die Dichterin Christine Evans aus Yorkshire lebt halbjährig auf Ynys Enlli und verbringt die Winter in Uwchmynydd. Sie kam als Lehrerin nach Pwllheli und heiratete in eine Familie von Bardsey-Bauern ein. Während ihres Mutterschaftsurlaubs 1976 begann sie Gedichte zu schreiben. Ihr erstes Buch wurde sieben Jahre später veröffentlicht. Cometary Phrases (Kometenhafte Sätze) wurde Welsh Book of the Year 1989 und sie gewann den neu geschaffenen Roland Mathias Prize 2005.
Seit 1999 benennt der Bardsey Island Trust einen Artist in Residence. Durch das Stipendium werden Künstler für mehrere Wochen auf die Insel geholt, um Werke zu schaffen, die später ausgestellt werden sollen. Eine walisische Schriftstellerwohnung wurde 2002 geschaffen; die Singer-songwriterin Fflur Dafydd verbrachte sechs Wochen auf der Insel und arbeitete an einer Sammlung von Poesie und Prosa. Ihr Theaterstück Hugo wurde durch ihren Aufenthalt inspiriert und sie hat zwei Romane geschrieben: Atyniad und Twenty Thousand Saints, mit dem sie den Oxfam Hay Prize gewann. Der Roman erzählt, wie die Frauen der Insel, ausgehungert von den Männern sich einander zuwenden.

### Populärkultur

#### Film
- Edgar Ewart Pritchard, ein Amateurfilmer aus Brownhills, produzierte 1953 The Island in the Current (Die Insel in den Gezeiten), einen Farbfilm über Ynys Enlli. Eine Kopie des Films wird vom National Screen and Sound Archive of Wales aufbewahrt.[58]

#### Musik
- Der Opernsänger Bryn Terfel, ein Patron des Bardsey Island Trust, ist schon in der Kapelle der Insel aufgetreten.[52]

- Der Harfenist Llio Rhydderch veröffentlichte das Album Enlli (2002), ein Werk, welches durch die geistlichen Eindrücke auf einer Pilgerfahrt inspiriert ist. Er spielt die Walisische Tripelharfe.[60]

- 2009 spielten die Cowbois Rhos Botwnnog als erste elektrische Rockgruppe auf der Insel. Ihr Auftritt war Teil der Serie „Bandit“ des walisischen Senders S4C.